# Schizoloma medium
Schizoloma medium là một loài thực vật có mạch trong họ Dennstaedtiaceae. Loài này được (R. Br.) Kuhn miêu tả khoa học đầu tiên năm 1882.